# Distrito de Amotape
El distrito de Amotape es uno de los siete que conforman la provincia de Paita ubicada en el departamento de Piura en el Norte del Perú. Limita por el Norte con la provincia de Talara; por el Sur con el distrito de Colán y el distrito de La Huaca; por el Este con el distrito de Tamarindo; y, por el Oeste con el distrito de Vichayal.

## Historia

### Origen del topónimo Amotape
Según la Historia del Perú, la expedición de Francisco Pizarro llegó a la villa de Paita en su segundo viaje, en 1527 ―o sea cinco años antes de que los españoles fundaran San Miguel de Tangarará (en el valle del río Chira)―. La ocupación del reino Tallán fue relativamente fácil, debido al enfrentamiento de esta región contra los incas. Solamente el caserío del cacique Amotape (Amotaje, Amotakse o Amotashe) se enfrentó ―con ayuda del cacique de la Chira― a los soldados españoles. Resultaron vencidos, por lo que fueron procesados sumariamente, sometidos a tormento, y finalmente asesinados en la hoguera. El caserío sin embargo siguió llamándose Amotape.
Una tradición local quedó reflejada en la novela ¿Quién mató a Palomino Molero?, de Mario Vargas Llosa. Explica que en tiempos del Virreinato del Perú, la esclava negra del sacerdote de este caserío, le repetía a su «amo» que tapase la olla de comida, para evitar que tuviera que invitar a los forasteros. Repetía de manera insistente la frase: «Amo, tape la olla. Amo, tape. ¡Amo, tape!». Según Vargas Llosa, ese fue el origen del topónimo.

### Creación del distrito
El 8 de octubre de 1840, el Gobierno del presidente Agustín Gamarra creó el distrito mediante ley.

### Tumba del maestro Simón Rodríguez
En la aldea de Amotape estuvo de paso el anciano educador venezolano Simón Rodríguez (1769-1854), maestro del Libertador Simón Bolívar. Falleció allí el 28 de febrero de 1854. y sepultado en la iglesia San Nicolás. Setenta años después (hacia 1925), sus restos fueron trasladados al Panteón de Perú, en Lima, y en 1954 al Panteón Nacional de su Caracas natal.

## Geografía
Amotape se ubica al norte de la provincia, sobre los 12 m s. n. m.. El distrito tiene una extensión territorial de 90,82 km² y posee una población de 2250 habitantes.

### Datos demográficos
- población del distrito (estimación al 2011):[4] 2348 habitantes
- pobreza:[4] 31,8 %
- pobreza extrema:[4] 9,9 %[5]
- pobreza no extrema:[4] 21,9 %
- mortalidad infantil (cada mil nacimientos):[4] 15,8 ‰
- desnutrición crónica:[4] 18,8 %
- hogares con niños que no asisten a la escuela:[4] 8,3 %
- analfabetismo:[4] 5,4 %
- población sin agua en la vivienda:[4] 5,9 %
- población sin desagüe por red pública dentro de la vivienda:[4] 20,5 %
- población sin alumbrado eléctrico en la vivienda:[4] 8,4 %
- población con una NBI (necesidad básica insatisfecha):[6] 70,1 %
- población con dos NBI:[4] 14,8 %
- población con tres NBI:[4] 10,1 %
- población con cuatro NBI:[4] 4 %
- población con cinco NBI:[4] 1 %

## División administrativa
El distrito de Amotape contiene las siguientes localidades:
- Amotape
- El Tambo
- San Francisco
- Nuevo San Francisco
- Loma de los Perros

## Autoridades

### Municipales
- 2015-2018[7]
  - Alcalde: José Wilmer Marchena Sandoval, del Movimiento Regional Seguridad y Prosperidad (SyP).
  - Regidores:
    - Máximo Carnaque Delgado (SyP)
    - Leonardo Fernández Flores (SyP)
    - Milagros del Pilar Yamunaque Santos (SyP)
    - Cecilia Lourdes Ávila Coveñas (SyP)
    - Francisco Yovera Mogollón (Fuerza Provincial Paiteña).
- 2011-2014[8]
  - Alcalde: Melania Rojas García, del Movimiento Fuerza Provincial Paiteña (FPP).
  - Regidores:
    - Joselito Mogollón Cruz (FPP)
    - Shirley Elisa Rojas Yovera (FPP)
    - Efraín Iván Vilela Mogollón (FPP)
    - Juan José Castro Socola (FPP)
    - Juan Bautista Yamunaqué Yamunaqué (Unidos Construyendo).
- 2007-2010
  - Alcalde: José Martín Mejías Coronado.

### Distrito católico
Desde el punto de vista jerárquico de la Iglesia católica, Amotape forma parte de la Arquidiócesis de Piura.